# 田之岡村
田之岡村（たのおかむら）は山梨県中巨摩郡にあった村。現在の南アルプス市北東部、釜無川右岸にあたる。

## 地理
- 河川：釜無川

## 歴史
- 1875年（明治8年）7月5日 - 巨摩郡下高砂村・榎原村・徳永村が合併して田之岡村となる。
- 1878年（明治11年）7月22日 - 郡区町村編制法の施行により、田之岡村が中巨摩郡の所属となる。
- 1889年（明治22年）7月1日 - 町村制の施行により、田之岡村が単独で自治体を形成。
- 1956年（昭和31年）5月3日 - 御影村と合併して八田村が発足。同日田之岡村廃止。

## 名所・旧跡・観光スポット・祭事・催事
- 長谷寺